# Penstemon arkansanus
Penstemon arkansanus är en grobladsväxtart som beskrevs av Francis Whittier Pennell. Penstemon arkansanus ingår i släktet penstemoner, och familjen grobladsväxter. Inga underarter finns listade i Catalogue of Life.